# 韋特冰原島峰
66°58′S 143°1′E / 66.967°S 143.017°E
韋特冰原島峰（英語：Whetter Nunatak），是南極洲的冰原島峰，位於喬治五世地的英聯邦灣東岸，處於丹尼森角東北面15公里，由澳大利亞探險家率領的探險隊發現，現時由南極條約體系管理。